# Avery Fisher
Avery Robert Fisher (* 4. März 1906 in Brooklyn, New York; † 26. Februar 1994 ebenda) war ein US-amerikanischer Unternehmer, Erfinder und Musikmäzen.

## Leben
1937 gründete der Hobbygeiger Fisher seine erste Firma, Philharmonic Radio. 1945 verkaufte er diese und gründete Fisher Radio. Hier war er wesentlich an Erfindungen bzw. Verbesserungen bei Hi-Fi Anlagen beteiligt. In den 1950er Jahren erfand er unter anderem den Transistor-Verstärker und Radio-Kombinations-Systeme. 1969 verkaufte er auch diese Firma, und zwar an die Emerson Electric Company, die sie an Sanyo weiterverkaufte.
Sein Name ist heute vor allem als Mäzen von klassischer Musik bekannt. Die 1973 nach ihm benannte Avery Fisher Hall im New Yorker Lincoln Center beherbergt die New Yorker Philharmoniker. 1974 begründete er den nach ihm benannten Avery Fisher Prize, den bekanntesten amerikanischen Preis der klassischen Musik. Ein bekanntes Stipendium heißt Avery Fisher Career Grant. 1991 wurde Fischer in die American Academy of Arts and Sciences gewählt.
Seit September 2015 wird die Avery Fisher Hall nach David Geffen benannt.